# Mahjong
Mahjong is een gezelschapsspel. Het komt van het Standaardmandarijnse woord Majiang (麻将), in het Standaardkantonees wordt het spel Màa Chuk (麻雀) genoemd.
In China is mahjong zeer populair. Ook in Japan, Korea en de Filipijnen wordt mahjong gespeeld, evenals - maar in veel mindere mate - de westerse wereld. De regels kunnen van plaats tot plaats variëren.
In Nederland bestaat sinds 2004 de Nederlandse Mahjong Bond, die betrokken is bij de organisatie van tal van toernooien. Van oudsher werden daarbij de Nederlandse Toernooi Spelregels (NTS) aangehouden; evenals de regels van De Rode Draak, een variant op de klassieke Chinese regels, maar de laatste jaren zijn vooral de moderne Chinese en Japanse varianten sterk in opmars, zoals Hongkong mahjong, Riichi mahjong en de nieuwe internationale Mahjong Competitie Regels (MCR), ook wel "Chinees Officieel" genoemd. In Suriname is de lokale variant matjok populair.
Het tweede Wereldkampioenschap Mahjong werd in 2010 gespeeld in het Nationaal Denksport Centrum Den Hommel te Utrecht. 208 Deelnemers hadden zich ingeschreven. Het toernooi werd gewonnen door de Chinese Linghua Jiao, voor de Fransman Olivier Boivin en de Oostenrijkse Elisabeth Frischenschlager. In het landenklassement won China voor Frankrijk en Denemarken.

## Spelmateriaal
Een complete set bestaat uit 144 stenen, een winddoos, fiches of stokjes voor de afrekening en twee dobbelstenen.

### Stenen
Men kan spelen met en zonder seizoenen en bloemen. Het spel bestaat uit 136 stenen, waaraan eventueel 4 seizoenen en 4 bloemen zijn toegevoegd. Klik op de plaatjes voor een vergrote afbeelding.
| de 136 mahjong-spelstenen zonder seizoenen en bloemen | de 136 mahjong-spelstenen zonder seizoenen en bloemen | de 136 mahjong-spelstenen zonder seizoenen en bloemen | de 136 mahjong-spelstenen zonder seizoenen en bloemen | de 136 mahjong-spelstenen zonder seizoenen en bloemen | de 136 mahjong-spelstenen zonder seizoenen en bloemen | de 136 mahjong-spelstenen zonder seizoenen en bloemen |
| naam                                                  | afbeelding                                            | aantal                                                | aantal                                                | omschrijving | afbeelding                                            | afbeelding                                            |
| ----------------------------------------------------- | ----------------------------------------------------- | ----------------------------------------------------- | ----------------------------------------------------- | --- | ----------------------------------------------------- | ----------------------------------------------------- |
| Kringen                                               | 1 tot en met 9 cirkels of kringen                     | 4 van elk                                             | 36                                                    | Op elke steen staat een aantal cirkels die origineel munten voorstelden. |                                                       |                                                       |
| Bamboe                                                | 1 tot en met 9 strengen                               | 4 van elk                                             | 36                                                    | Op elke steen staat een aantal strengen van Chinese munten aan een touw geregen, welke vaak worden aangezien voor bamboestokjes. Op bamboe 1 staat een vogel, meestal een mus of een pauw. |                                                       |                                                       |
| Tekens                                                | cijfers van 1 tot en met 9                            | 4 van elk                                             | 36                                                    | Op deze stenen staat bovenaan een Chinees cijfer, met daaronder het karakter voor 10.000 (萬, wàn). Deze staan origineel symbool voor 100 strengen van elk 100 munten.                     |                                                       |                                                       |
| Winden                                                | Oost, Zuid, West, Noord                               | 4 van elk                                             | 16                                                    | Op elke steen staat het Chinese teken voor een windrichting. |                                                       |                                                       |
| Draken                                                | Groen, Wit, Rood                                      | 4 van elk                                             | 12                                                    | Op deze stenen staat een rood of groen teken. De witte draak is een blanco steen of een rechthoekig kader.                                                                                 |                                                       |                                                       |
| Totaal:                                               | Totaal:                                               | Totaal:                                               | 136                                                   | |                                                       |                                                       |

#### Seizoenen en bloemen
Hierbuiten staan de stenen die alleen punten en verdubbelingen opleveren: de 4 seizoenen en 4 bloemen. De seizoenen en bloemen zijn uniek, er zijn er dus niet 4 van elk.
Soms worden ze gemakshalve alle acht 'seizoen' genoemd, dan spreekt men wel van hoofdseizoenen en bijseizoenen of van seizoenen met rood cijfer en met groen cijfer. Soms tonen de stenen afbeeldingen die niets met seizoenen of bloemen te maken hebben. De hierbij afgebeelde stenen tonen vermoedelijk scènes uit sprookjes.
Wie een bloem of seizoen heeft, legt de steen direct op tafel. Hij krijgt er dan punten voor. Bovendien trekt hij een nieuwe steen van de muur (dat wil zeggen de voorraad onverdeelde stenen), zodat hij weer het oorspronkelijke aantal stenen heeft als het seizoen of de bloem niet wordt meegeteld.
| \| nummer \| hoort bij speler[3] \| afgebeeld seizoen \| afgebeelde bloem \| \| ------- \| ------------------- \| ----------------- \| ---------------- \| \| 1 \| oost \| lente \| pruimenbloesem \| \| 2 \| zuid \| zomer \| orchidee \| \| 3 \| west \| herfst \| chrysant \| \| 4 \| noord \| winter \| bamboe \| \| Totaal: \| Totaal: \| 4 seizoenen \| 4 bloemen \| |                  |                   |                  |
| nummer | hoort bij speler | afgebeeld seizoen | afgebeelde bloem |
| 1 | oost             | lente             | pruimenbloesem   |
| 2 | zuid             | zomer             | orchidee         |
| 3 | west             | herfst            | chrysant         |
| 4 | noord            | winter            | bamboe           |
| Totaal: | Totaal:          | 4 seizoenen       | 4 bloemen        |

Het totaal aantal stenen is dus 136 (zie eerste tabel) plus 4 seizoenen en 4 bloemen, is 144. In het oosten speelt men voornamelijk zonder de seizoenen en bloemen.

#### Speelkaarten
In plaats van met stenen kan er ook met speelkaarten worden gespeeld. Kaarten voor mahjong zijn moeilijk verkrijgbaar, maar veel goedkoper dan stenen. Werkt men met kaarten, dan wordt er geen muur gebouwd - in plaats daarvan legt men de geschudde kaarten op een stapel. De procedure voor het openen van de muur vervalt.
Het is zelfs mogelijk gewone speelkaarten te gebruiken. Er zijn dan vier sets nodig, liefst met gelijke achterkanten. Gebruikt worden:
- Harten aas tot en met negen (36 tekens)
- Ruiten aas tot en met negen (36 kringen)
- Schoppen aas tot en met negen (36 bamboe)
- Ruiten-, schoppen- en klaverenvrouw (12 draken)
- Alle heren (16 winden)

#### Tekens in de hoek
De stenen en kaarten die in het westen worden verkocht, hebben meestal een westers teken in de hoek. Bij de tekens, kringen en bamboes een cijfer, bij de winden de letter E, S, W, N. Ook in de hoek van de draken staat vaak een letter. Oosterlingen hebben deze tekens niet nodig en daar vindt men dan ook meestal spelmateriaal waarop deze tekens ontbreken.

#### Unicode-symbolen
| Unicode     | Symbool           | Omschrijving                           |
| ----------- | ----------------- | -------------------------------------- |
| 1F000-1F003 | 🀀 🀁 🀂 🀃           | oosten-, zuiden-, westen-, noordenwind |
| 1F004-1F006 | 🀄 🀅 🀆            | rode, groene, witte draak              |
| 1F007-1F00F | 🀇 🀈 🀉 🀊 🀋 🀌 🀍 🀎 🀏 | tekens                                 |
| 1F010-1F018 | 🀐 🀑 🀒 🀓 🀔 🀕 🀖 🀗 🀘 | bamboe                                 |
| 1F019-1F021 | 🀙 🀚 🀛 🀜 🀝 🀞 🀟 🀠 🀡 | kringen                                |
| 1F022-1F025 | 🀢 🀣 🀤 🀥           | pruim, orchidee, bamboe, chrysant      |
| 1F026-1F029 | 🀦 🀧 🀨 🀩           | lente, zomer, herfst, winter           |
| 1F02A       | 🀪                 | joker                                  |
| 1F02B       | 🀫                 | achterkant van steen                   |

### Dobbelstenen
Bij het spel horen twee dobbelstenen.
Ze worden gebruikt om te bepalen hoe het spel begint.

### Winddoos
De winddoos of mingg bevat vier schijfjes waarop een windrichting (oost, zuid, west en noord) is afgebeeld.
De schijfjes worden aan het begin gebruikt om te loten over de verdeling van de zitplaatsen.
Daarna wordt de winddoos neergezet met de wind van de ronde bovenaan.

### Puntenstokjes
Bij het spel worden meestal ook fiches of stokjes geleverd waarmee na het spel de punten worden afgerekend.
De beschikbare puntenstokjes worden in vieren verdeeld, zodat ieder start met dezelfde puntenvoorraad.

### Rekjes
Rekjes om de stenen op te leggen worden in het Verre Oosten niet gebruikt en ze worden dan ook meestal niet bij het spel geleverd. Men kan ze desgewenst apart kopen of zelf maken.

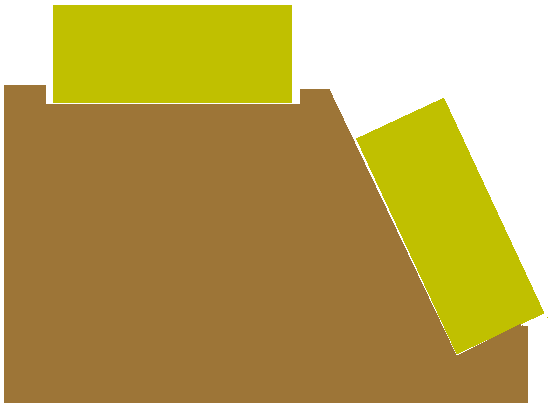
Rekje

De afbeelding toont een voorbeeld van een rekje (zijaanzicht). De open combinaties worden bovenop gelegd, de verborgen stenen op de schuine kant. De weggeworpen stenen komen midden op tafel. Zo blijven de open combinaties goed gescheiden van de weggeworpen stenen.
De puntentelling kan onderop worden geplakt. Een van de rekjes krijgt een afwijkende kleur. Deze is voor Oost bestemd, zodat altijd zichtbaar is wie Oost is.
Maakt men het rekje even lang als een rij van 17 of 18 stenen, dan kan het behulpzaam zijn bij het bouwen van de muur: men hoeft de stenen niet te tellen: de muur wordt even lang als het rekje. Het rekje kan daarna worden gebruikt om de muur naar de juiste plaats duwen.

## Combinaties

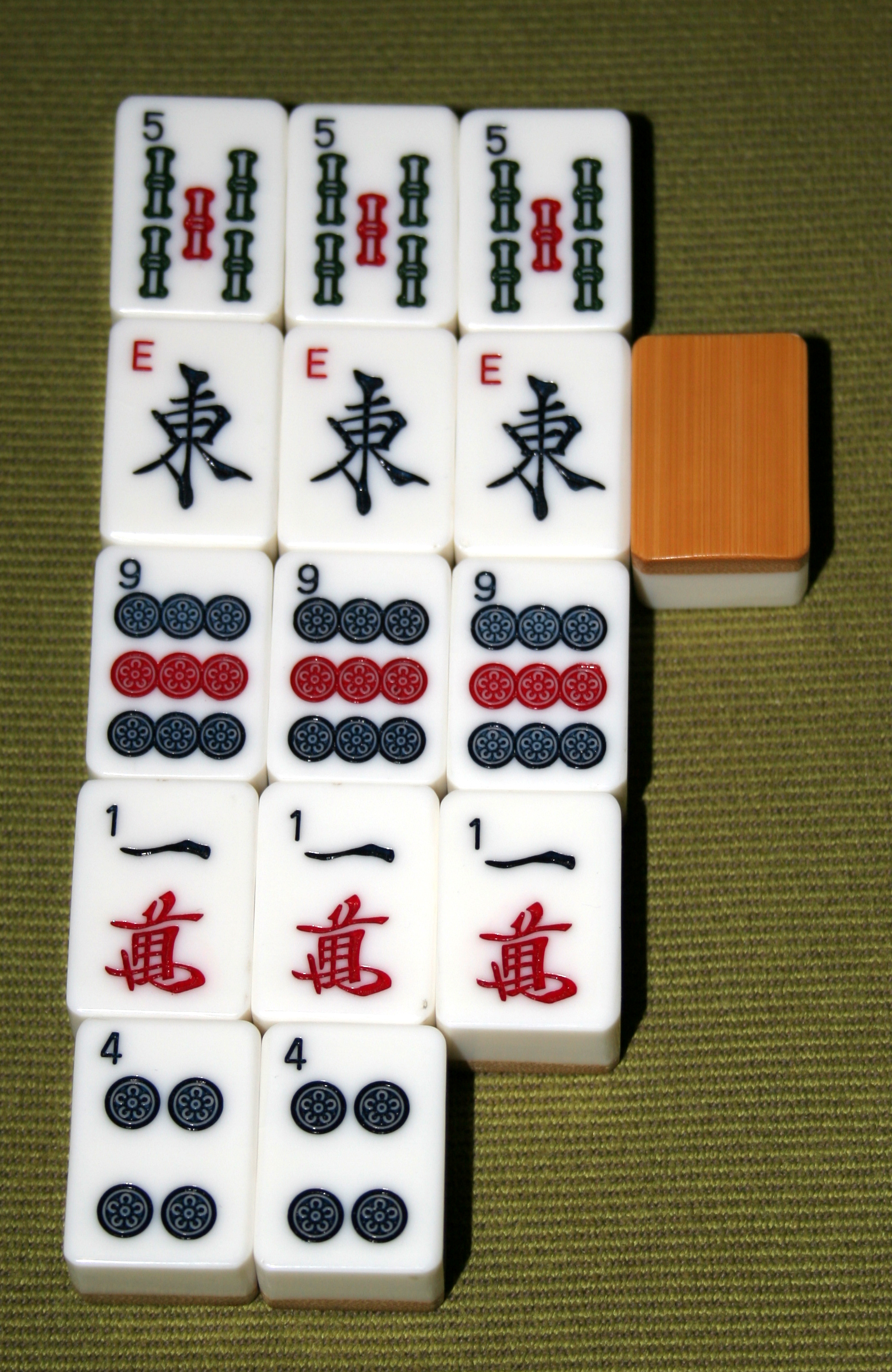
Hier is net een mahjong gemaakt

Er zijn wel wat regels die overeenkomsten hebben.
Doel van het spel is het maken van combinaties: chow, paar, pung, kong en uiteindelijk mahjong.

### Chow
Een chow is een combinatie van drie opeenvolgende stenen van dezelfde soort [tekens, kringen of bamboe]. Een chow bestaat altijd uit drie stenen, niet twee of vier.

### Paar
Een paar (ook wel pillow genoemd) is een combinatie van twee dezelfde stenen. Een paar kan worden gemaakt van tekens, kringen, bamboe, winden en draken.

### Pung
Een pung of pong is een combinatie van drie dezelfde stenen.

### Kong
Een kong (ook wel kan) is een combinatie van vier dezelfde stenen.

### Mahjong
De ultieme combinatie mahjong bestaat uit vijf van de hierboven genoemde combinaties, waaronder precies één paar. Mahjong bestaat bijvoorbeeld uit twee chows, twee pungs en een paar. Of uit vier chows en een paar. Of uit een chow, twee pungs, een kong en een paar. Bevat een mahjong geen kong, dan bestaat de combinatie uit 14 stenen. Bevat mahjong een of meer kongs, dan zijn het in totaal 15 of meer stenen. Een speler moet daarom een extra steen vragen als hij in de loop van het spel een kong maakt.
Bij de meeste clubs en met toernooien kan men pas mahjong claimen wanneer men een "schone" mahjong heeft. Dit is mahjong met stenen van 1 kleur (dus óf tekens, óf bamboe, óf kringen, plus eventuele winden en/of draken). Dit omdat men anders enkel bezig is met afrekenen en muren opbouwen en er nauwelijks gespeeld wordt doordat er zo snel mahjong wordt gemaakt.

### Open of gesloten
Sommige van deze combinaties kunnen open of gesloten zijn. Hierover later. De vier benamingen in de linkerkolom van onderstaande tabel zijn synoniem en de vier benamingen in de rechterkolom zijn ook synoniem:
| Een van de stenen in de combinatie werd opgeëist nadat hij door een andere speler was weggelegd | Alle stenen in de combinatie zijn van de muur getrokken |
| ----------------------------------------------------------------------------------------------- | ------------------------------------------------------- |
| Open                                                                                            | Gesloten / Dicht                                        |
| Op tafel (zichtbaar voor andere spelers)                                                        | In de hand (niet zichtbaar)                             |
| Van tafel                                                                                       | Van de muur                                             |
| Gemeld                                                                                          | Niet gemeld                                             |

Voor een kong kloppen deze benamingen niet helemaal. Een kong is altijd gemeld en ligt altijd op tafel, ook als hij gesloten en van de muur is.

## Spelverloop in het kort
Aan iedere speler wordt een windrichting toegekend. Dit gebeurt, merkwaardig genoeg, in spiegelbeeld. Oost is gever. Rechts van hem zit Zuid, links Noord en tegenover hem West.

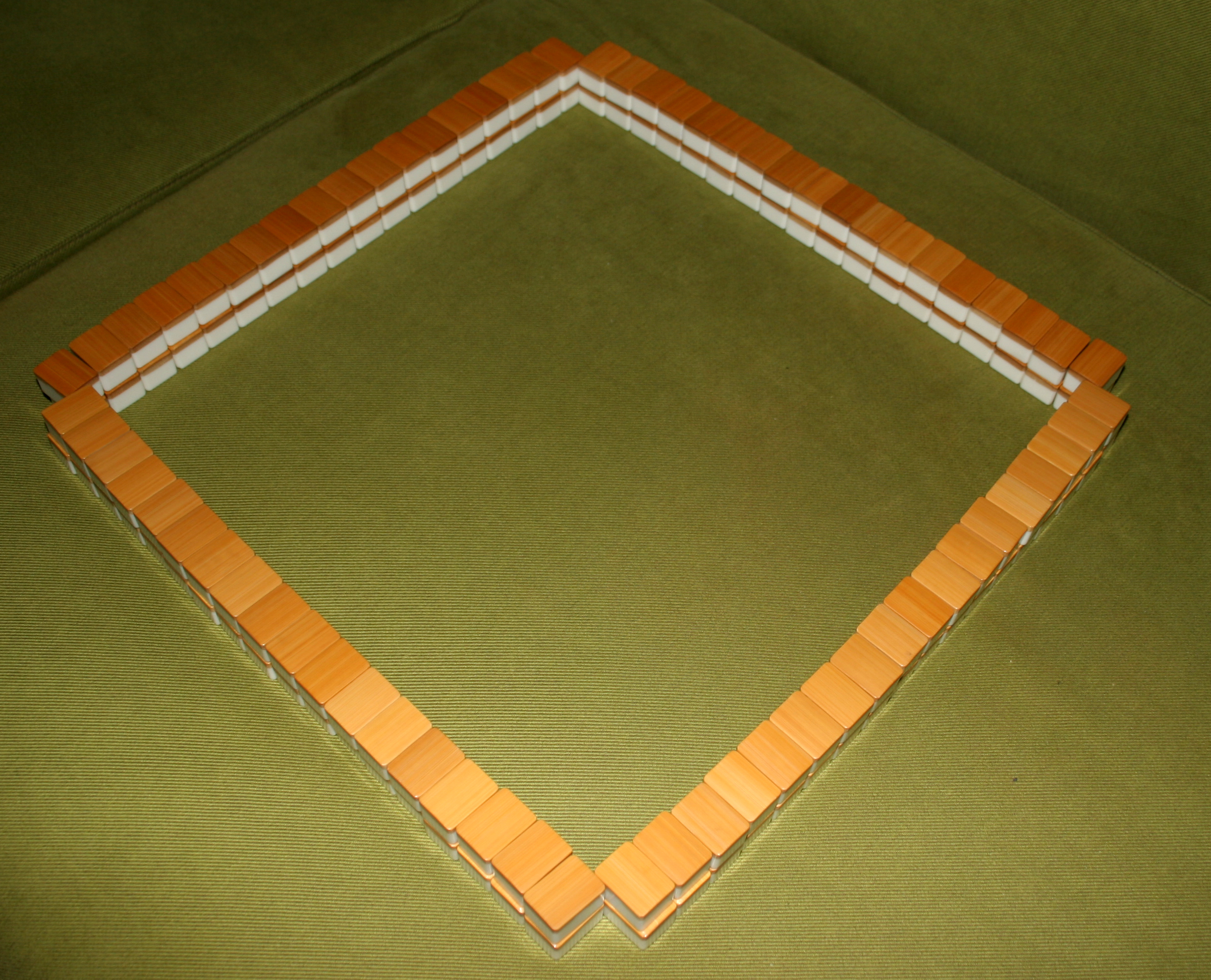
De muur is gebouwd, het spel kan beginnen

De stenen worden op tafel omgekeerd en door elkaar geroerd.
Elke speler maakt nu een rij van 18 stenen (17 als er zonder seizoenen en bloemen wordt gespeeld) en daarbovenop nog een rij van dezelfde lengte.
Het geheel wordt tot een vierkant tegen elkaar geschoven en de muur genoemd.
Deze muur dient als voorraad.
Volgens een bepaalde procedure, waarbij dobbelstenen nodig zijn, wordt bepaald op welke plek de muur geopend wordt. De procedure is als volgt:
Oost gooit met de dobbelstenen om een speler aan te wijzen. Hij telt eerst zichzelf, daarna zijn rechterbuur (zuid) en zo vervolgens.
De aangewezen speler gooit de dobbelstenen, telt het totaal op bij de worp van Oost, en telt van links naar rechts stenen op de muur voor hem. Is het totaal meer dan 17 of 18, dan telt hij verder op de muur van zijn rechterbuurman.
De dobbelstenen zijn nu niet meer nodig.
Voorbij de aangewezen steen wordt een opening in de muur gemaakt. De muur links van de opening is de levende muur en rechts van de opening is de dode muur.
Nu begint het geven. Oost neemt vier stenen van de levende muur, gevolgd door Zuid, en zo vervolgens. Als elke speler twaalf stenen heeft, nemen ze elk nog een enkele steen.
De speler Oost begint. Hij pakt een steen van de levende muur (hij heeft nu veertien stenen) en legt een steen, die hij niet nodig denkt te hebben, open weg (nu heeft hij er weer dertien). Daarna is de volgende speler aan de beurt. In tegenstelling tot wat in het westen gebruikelijk is, wordt er tegen de klok in gespeeld.
Heeft een speler een seizoen of bloem, dan legt hij die steen op tafel en pakt hij een extra steen van de dode muur. De seizoenen en bloemen tellen niet mee met het vormen van combinaties.
Maakt een speler een combinatie (paar, chow of pung), dan laat hij niets merken. Hij bewaart de combinatie tot het spel voorbij is. Hij heeft nu een gesloten combinatie.
Heeft een speler een viertal van gelijke stenen, dan kan hij een kong maken. Hij heeft dan een extra steen nodig, want anders zou hij nooit meer mahjong kunnen maken. Hij legt de vier stenen op tafel en pakt een extra steen van de dode muur. Hij legt van de vier stenen er een of twee ondersteboven, om aan te geven dat het een gesloten kong is (hoewel de stenen zichtbaar op tafel liggen).
Meldt de speler een viertal niet, dan krijgt hij geen extra steen. Bovendien mag hij bij het einde van het spel slechts een pung rekenen in de puntentelling.
Maakt een speler mahjong, dan legt hij geen steen meer weg. Hij meldt dat hij mahjong heeft en legt al zijn stenen op tafel (in het Kantonees: Sik Woe 食餬).
Het spel is afgelopen.

## Weggelegde stenen opeisen
Vaak komt het voor dat een speler de steen wil hebben die door een andere speler wordt weggelegd. Bijvoorbeeld:
Zuid legt een rode draak weg. Zijn beurt is voorbij. West strekt zijn hand uit om een steen van de muur te pakken, maar Noord is sneller. Noord roept 'pung' en eist de weggelegde rode draak op. Noord heeft al twee rode draken en nu heeft hij dus een pung. Hij legt de drie stenen op tafel, om te bewijzen dat hij inderdaad gerechtigd was om de steen op te eisen. De stenen blijven op tafel liggen, want het is een open pung. Daarna besluit hij, zoals gebruikelijk, zijn beurt door een steen weg te leggen. Nu is Oost aan de beurt. West heeft dus een beurt overgeslagen.
Zo'n combinatie, waarbij een van de stenen werd verkregen doordat een andere speler hem weggooide, is een open combinatie.
Een combinatie die volledig van de muur is getrokken, is een gesloten combinatie en hiervoor krijgt de speler het dubbele aantal punten.
Een open combinatie (en dat geldt ook voor een gesloten kong) mag niet meer worden veranderd.
Een speler die een open chow heeft, bijvoorbeeld 345, en later twee vieren trekt, mag zijn chow niet openbreken om een pung te kunnen maken.
Met gesloten combinaties kan dat natuurlijk wel.
Alleen de laatst weggelegde steen mag worden opgeëist. De eerder weggelegde stenen blijven tot het einde liggen.
De volgende combinaties kunnen worden gevormd met een opgeëiste steen:
| gevormde combinatie  | regel                                                                                   |
| -------------------- | --------------------------------------------------------------------------------------- |
| paar                 | niet toegestaan                                                                         |
| open chow            | alleen toegestaan voor de speler die direct aan de beurt is                             |
| open pung            | toegestaan voor iedere speler                                                           |
| open kong            | toegestaan voor iedere speler, bovendien moet een extra steen van de muur worden gepakt |
| paar en mahjong      | toegestaan voor iedere speler                                                           |
| chow en mahjong      | toegestaan voor iedere speler                                                           |
| open pung en mahjong | toegestaan voor iedere speler                                                           |
| kong en mahjong      | niet mogelijk                                                                           |

Eisen meerdere spelers dezelfde steen op, dan is de volgorde:
1. Mahjong (hoogste voorrang)
2. Pung of Kong
3. Chow

Als meerdere spelers een steen opeisen voor mahjong dan is de steen voor degene die als eerste aan de beurt is.
Het is niet mogelijk dat meerdere spelers een steen opeisen voor pung of kong, want daarvoor zijn er te weinig identieke stenen in het spel.
Ook is het onmogelijk dat meerdere spelers een steen opeisen voor chow zonder mahjong, want dat mag alleen de speler die direct aan de beurt is.
Volgens de in Nederland gepubliceerde regels maakt het echter uit hoe er mahjong wordt gemaakt. De volgorde is daarbij:
1. Mahjong met een speciale hand/limietspel.
2. Paar en Mahjong
3. Pung en Mahjong
4. Chow en Mahjong

Heeft een speler een open pung, dan mag hij naderhand de vierde steen erbij leggen en een open kong vormen. Dit mag alleen als hij de vierde steen van de muur heeft getrokken (of vanaf het begin in bezit had). Van een kong is dus hoogstens één steen opgeëist van een door een andere speler weggelegde steen.
Als iemand van een open pung een open kong maakt, dan kan het gebeuren dat een andere speler die vierde steen kan gebruiken om mahjong te kunnen maken. Die speler mag dan de vierde steen "roven" voor zijn mahjong. Bij kongroof geldt een 1 verdubbeling van het totale puntenaantal, en de beroofde speler mag voor de beroofde combinatie slechts een pung scoren.
Een steen opeisen voor kong en tegelijk mahjong is niet mogelijk. Zou een speler dit doen, dan had hij al mahjong voordat hij de steen opeiste. Bovendien had hij een steen te veel en heeft hij dus tijdens het spel een fout gemaakt. Wat wel mogelijk is: een kong vormen (open of gesloten) zodat een extra steen van de muur moet worden getrokken, en daarna met de extra steen mahjong maken.

## Puntentelling
Het spel eindigt als er mahjong wordt gemaakt, of als er nog 14 stenen in de (dode) muur liggen. Eindigt het spel zonder dat er mahjong is gemaakt, dan is het spel ongeldig en worden er geen punten geteld. Is er wel een winnaar, dan worden de punten geteld en verrekend. Telling vindt plaats met behulp van onderstaande tabellen. Het totaal na een hele spelronde bepaalt de eindstand aan de tafel.
Er bestaat veel onenigheid over de toe te passen puntentelling. Het is dus verstandig dat de spelers het daar vooraf over eens zijn.
Bij de puntentelling geldt dat een gesloten combinatie twee keer zo veel oplevert als een open combinatie.
Verder wordt er onderscheid gemaakt tussen middenstenen en eindstenen:
- middenstenen zijn tekens, kringen en bamboes van 2 t/m 8
- eindstenen zijn tekens, kringen en bamboes 1 en 9, en bovendien alle winden en draken

Een combinatie met eindstenen levert meer op omdat het moeilijker is daarmee een chow te maken.

### Punten voor iedereen
| Combinatie                            | Score (open)                                 | Score (gesloten)                             |
| ------------------------------------- | -------------------------------------------- | -------------------------------------------- |
| Pung van middenstenen                 | 2                                            | 4                                            |
| Pung van eindstenen                   | 4                                            | 8                                            |
| Kong van middenstenen                 | 8                                            | 16                                           |
| Kong van eindstenen                   | 16                                           | 32                                           |
| Paar van draken                       | 2                                            | 2                                            |
| Paar van eigen wind/wind van de ronde | 2                                            | 2                                            |
| Chow                                  | geen score (maar maakt deel uit van mahjong) | geen score (maar maakt deel uit van mahjong) |
| Bloem of seizoen                      |                                              | 4                                            |

### Punten voor de winnaar
| Combinatie | Score |
| --- | ----- |
| Mahjong | 20    |
| Winnende steen van de muur getrokken | 2     |
| Enig mogelijke steen om te winnen. Bijvoorbeeld: een speler kan winnen als hij Bamboe 3 trekt. Met een andere steen wint hij niet. Wint hij met Bamboe 3, dan mag hij 2 punten extra noteren. Ander voorbeeld: dat een speler kan winnen met Teken 5 of met Teken 8. Dat is dus niet de enige mogelijke steen. Zelfs als er geen enkele Teken 5 meer in het spel is, mag hij, als hij wint met Teken 8, niet 2 punten noteren. | 2     |
| Laatste steen voor remise. Als er nog 14 stenen in de muur zijn, is het spel afgelopen. Een speler die een steen van de muur trekt op het moment dat er nog 15 stenen zijn, en daarmee wint, noteert 10 punten. | 10    |
| Winnen met de extra steen die gepakt wordt na het melden van een kong. | 10    |
| Mahjong van vier chows en een paar waarvoor geen score geldt (dat is een paar van tekens, kringen of bamboes, of van een wind die niet de eigen wind en niet de wind van de ronde is). | 10    |
| Geen enkele chow. | 10    |

### Verdubbelingen
Nadat bovenstaande score is berekend, kan de score een aantal keren verdubbeld worden. Dit kan tot zeer hoge scores leiden. Verdubbelingen gelden voor alle spelers, niet alleen voor de winnaar.
| Combinatie | Score              |
| --- | ------------------ |
| Pung of kong van draken, eigen wind of wind van de ronde (voor een pung of kong van de eigen wind die tevens wind van de ronde is, mag de score dus verviervoudigd worden). | twee keer de score |
| Eigen seizoen en eigen bloem | twee keer de score |
| Schoon spel: slechts een soort cijferstenen (dus alleen tekens, alleen kringen of alleen bamboes) met winden, draken en eventueel seizoenen en bloemen.                     | twee keer de score |
| Superschoon spel: slechts een soort cijferstenen (dus alleen tekens, alleen kringen of alleen bamboes), geen winden en draken, eventueel seizoenen en bloemen.              | acht keer de score |
| Geen cijferstenen | acht keer de score |
| Alle vier seizoenen | acht keer de score |
| Alle vier bloemen | acht keer de score |
| 3 dichte pungs | twee keer de score |
| 4 dichte pungs | vier keer de score |
| 3 dichte kongs | vier keer de score |
| 4 kongs (ook open) | vier keer de score |
| Alleen eindstenen (waaronder winden en/of draken) | twee keer de score |
| Alleen enen en negens | acht keer de score |

Er zijn verder nog punten voor bijzondere combinaties. Voorbeelden zijn:
- meteen winnen nadat de stenen gedeeld zijn
- uitsluitend groene stenen
- een combinatie als 1112345678999, geheel in de hand, zodat men met een enkele steen van dezelfde soort wint
- enz.

De laatste combinatie is beroemd. Het gebeurt niet vaak dat een speler deze combinatie, van uitsluitend tekens, kringen of bamboes, in de hand heeft. Met nog een steen van dezelfde soort wordt Mahjong gemaakt:
- 111 123 456 789 99 (of 111 123 456 789 99 †): pung chow chow chow paar
- 111 22 345 678 999: pung paar chow chow pung
- 11 123 345 678 999: paar chow chow chow pung
- 111 234 456 789 99: pung chow chow chow paar
- 111 234 55 678 999: pung chow paar chow pung
- 11 123 456 678 999: paar chow chow chow pung
- 111 234 567 789 99: pung chow chow chow paar
- 111 234 567 88 999: pung chow chow paar pung
- 11 123 456 789 999 (of 11 123 456 789 999 †): paar chow chow chow pung

† Deze andere indeling geeft minder punten als de laatste steen van de tafel wordt getrokken.

## Afrekening
Iedere speler ontvangt zijn puntenaantal (fiches, dropjes, stokjes, centen) van iedere andere speler. Hierop gelden twee uitzonderingen:
- De speler die mahjong haalt (de winnaar) ontvangt alleen en betaalt niet.
- De speler die Oost is ontvangt en betaalt alle bedragen dubbel.

Een hulpmiddel bij de verrekening zijn de puntenstokjes. De waarden van deze stokjes zijn doorgaans: 2 punten, 10 punten, 100 punten, 500 punten.
De uitkomst van de verrekening is te controleren: het totaal is altijd nul.

## Onregelmatigheden

### De dode hand
Heeft een speler gedurende het spel opeens een onjuist aantal stenen, dan heeft hij een dode hand. Heeft hij te weinig stenen ("Sai Seung Kong"), dan mag hij nog wel punten noteren voor de gemaakte combinaties, maar hij zal geen mahjong kunnen maken. Heeft hij te veel stenen ("Taai Seung Kong"), dan noteert hij geen punten, maar hij moet wel na afloop met de andere spelers afrekenen.

### Verzuimen een weggelegde steen op tijd op te eisen
Heeft de volgende speler al een steen van de muur gepakt, dan is het niet meer mogelijk de daarvoor weggelegde steen op te eisen. Om discussie te voorkomen, tikt iedereen na het pakken met de gepakte steen op tafel. Na de tik is de beurt van de vorige speler voorbij. Overigens geldt hierbij dat er wel voldoende tijd tussen de beurten moet worden genomen.
Spelers mogen pas een steen van de muur pakken nadat de vorige speler heeft weggelegd.
Wordt dezelfde weggelegde steen door verschillende spelers opgeëist, dan gelden de eerder beschreven voorrangsregels.
Het is daarom verstandig even te wachten voor je een steen voor chow opeist: eist een andere speler daarna de steen voor pung of kong op, dan heb je alleen maar verraden wat je in de hand hebt.

### Ten onrechte mahjong afkondigen
Dit geldt als zeer onbeleefd. Overigens is het aan te bevelen dat de overige spelers wachten met het open leggen van hun stenen, tot is vastgesteld dat de mahjong terecht is. Dit voorkomt dat andere spelers ten onrechte de opengelegde stenen zien.
In het Kantonees wordt het "Chaa Woe" genoemd

## Verloop van een sessie
- Een sessie begint als de spelers aan tafel gaan zitten en de stenen uit de kast halen.
- Een volledige sessie bestaat uit vier ronden.
- Een ronde bestaat uit vier of meer spellen.

Bij het begin van de sessie wordt er geloot om de plaatsen. Hiervoor wordt de winddoos of mingg gebruikt. Hierin bevinden zich vier schijfjes met de windstreken erop. Iedere speler trekt een schijfje. De speler die Oost trekt, mag kiezen waar hij gaat zitten. Hij is bovendien de sessieleider. De speler die Zuid trekt komt aan zijn rechterhand, West tegenover hem en Noord aan zijn linkerhand.
Is er geen winddoos, dan kan er natuurlijk ook geloot worden met vier windstenen.
De wind van de ronde is op dit moment Oost. (De wind van de ronde is van belang bij de puntentelling.) De winddoos wordt bij Oost op tafel gezet met bovenop het schijfje dat de wind van de ronde aangeeft. Zodoende kan men aan de winddoos zien welke speler Oost is en welke wind wind van de ronde is. Worden er rekjes gebruikt om de stenen op te leggen, dan krijgt Oost het rekje met een afwijkende kleur.
Er wordt een spel gespeeld. Er zijn nu drie mogelijkheden:
- Er zijn nog maar 14 stenen in de muur en er is nog geen mahjong gemaakt. Het spel is nu ongeldig. Er worden geen punten geteld en er wordt opnieuw gespeeld met dezelfde windrichtingen.
- Oost wint. De punten worden geteld, er wordt afgerekend, en het volgende spel wordt gespeeld met dezelfde windrichtingen.
- Een andere speler wint. De windrichtingen schuiven nu op. Zuid wordt Oost, Oost wordt Noord, enzovoort.

Als de windrichtingen vier keer opgeschoven zijn, is de sessieleider weer Oost geworden. Nu is er een ronde beëindigd en begint er een nieuwe ronde. De wind van de ronde verandert: als de wind van de ronde Oost was, dan wordt het Zuid enzovoort.
Als de wind van de ronde Noord is, dus als de vierde ronde wordt gespeeld, en de sessieleider wordt weer Oost, dan is de sessie afgelopen en worden de stenen opgeborgen.

## Variaties
Er zijn veel variaties op Mahjong en het is dan ook verstandig dat men vooraf vaststelt welke regels er gelden.
Hieronder een aantal mogelijke variaties.
- Er wordt gespeeld zonder (136 stenen) of met bloemen en seizoenen (144 stenen). Soms ook met bloemen maar zonder seizoenen.
- Er wordt gespeeld zonder bamboestenen (100 stenen of (met bloemen) 104 stenen).
- Het spel wordt uitgebreid met vier jokers. Jokers zijn wel of niet toegestaan in een chow. Het is wel of niet toegestaan meer dan vier gelijke stenen te hebben.
- Stenen worden getoond en daarna gesloten weggelegd. In dat geval moeten de spelers een goed geheugen hebben. (Gebruikelijk is dat de stenen open blijven liggen.)
- De weggelegde stenen worden vlak voor de speler gelegd, op volgorde (zodat zichtbaar is wie de steen heeft weggelegd) of de stenen komen door elkaar midden op tafel.
- Een mahjong is pas geldig als er minstens een combinatie in voorkomt die het puntental verdubbelt.
- Een mahjong mag niet meer chows bevatten dan afgesproken is.
- Er geldt een maximum aantal punten. Wie meer punten maakt, noteert het maximum.
- De speler die een steen weglegt waarmee een andere speler wint, moet de twee andere spelers schadeloos stellen. Soms alleen in bepaalde gevallen.
- Eisen twee spelers dezelfde steen op om mahjong te maken, dan heeft pung voorrang boven chow (volgens de standaardregels wint de speler die in de normale speelvolgorde eerder aan de beurt is). Ook bestaat een regel waarin beide spelers tegelijk kunnen winnen (in dat geval worden beide geacht de opgeëiste steen te krijgen).
- Een speler mag een steen niet opeisen voor mahjong als hij een identieke steen eerder in het spel heeft weggelegd.
- Een speler die nog één steen nodig heeft om mahjong te maken, kan dat melden (riitchi). Maakt hij daarna mahjong, dan krijgt hij extra punten.

## Online Mahjong
Er zijn verschillende online platformen. Veel van deze platformen zijn commercieel.
mahjongsoft.com vormt hierop een uitzondering. De site draait op donaties. Op deze site kan MCR en Sichuan gespeeld worden ook in zogenaamd Duplicate format.

## Mahjong op de computer

### Echt mahjong
Op een Windows-computer draaien de spellen 4 Winds (zie Externe links) en Hongkong Mahjong.
Op een Apple Macintosh draait het spel Mahjong Tradition. In de Apple Appstore is een iOS-versie te vinden onder de naam 'Mahjong 13 tiles'; deze speelt MCR en heeft goede reviews.

### Patience met mahjongstenen
Er worden veel patiencespelletjes voor de computer aangeboden waarbij gelijke mahjongstenen bij elkaar moeten worden gezocht.
Zo'n spel wordt onder andere geleverd bij Windows Vista en Windows 7. Tot ergernis van de echte mahjongliefhebbers worden deze patiencespellen ook mahjong genoemd. Dat is anders dan bij andere patiencespellen (zoals Freecell), die met bridgekaarten worden gespeeld maar die niet bridge worden genoemd.